# プロロジウムテクノロジー
プロロジウムテクノロジー（英語: ProLogium Technology Co., Ltd.、中国語: 輝能科技股份有限公司）(略称:PLG)は、台湾のFPC基板とリチウム電池の長所を合わせた全固体電池のメーカーである。

## 概要
同社ではFPC型の全固体リチウム電池セルをFPC Li-Ceramic Battery（略称FLCB）、Pouch型のアルミホイルに包装されたLCBを（略称PLCB）リチウム金属を陰極材として採用したLCBを（略称ELCB）と命名している。FLCBは液体の代わりにセラミックを中心とした素材でできているシート状のバイポーラ型リチウム電池。従来品より充電に時間がかかり、重量が重くコストが高いデメリットこそあるが、液漏れによる発火がなく、フレキシブルなので捻ったり曲げたり折りたたんだりでき、0.38mmと薄くデザイン性の自由度に優れるメリットがあるという。また、シートをはさみで切っても電池として動作する特徴がある。
年間の自然放電は10％程度で充電電圧は2.4V～4.2Vだが6～30Vの電圧をかけても発火することはなく、500回から800回ほど充電可能とされる。

## 沿革
- 2006年10月3日 - 鴻海精密工業出身の楊思枏(Vincent Yang)[6]によって台北市北投区で設立される[7]
- 2013年10月14日 - HTCよりFLCBが内蔵された5.9インチのAndroid端末HTC ONE Maxが発表される。バッテリー容量は1200mAh[8]
- 2014年6月2日 - COMPUTEX TAIPEI 2014にて「創新設計賞」及び「最優秀商品賞」を獲得[9]
- 2014年11月 - 蓄電容量が更に高い「ポーチ型リチウムセラミックバッテリー」の開発に成功。
- 2015年6月 - COMPUTEX TAIPEI 2015にて「最高産品賞 best choice award」を獲得
- 2015年9月17日 - 特許を盗み擎虹科技を設立した元社員が罪状を認める[10][11]
- 2016年2月1日 - 全固体リチウム電池の世界展開を本格化のためロール・ツー・ロール方式を導入[12]
- 2016年5月 - SBCVCより3回目の増資を受ける
- 2016年6月 - COMPUTEX TAIPEI 2016にて「イノベーション賞 d&i award」を獲得
- 2016年12月21日 - BiPolar+ CellがCES 2017イノベーションアワード「Honoree」を受賞[13]
- 2017年7月20日 - ソフトバンクコマース&サービスがネームタグ型セラミックバッテリーを商品化。バッテリー容量は700mAh、出力は0.4A[14] [15]
- 2017年10月30日 - 威旺汽車(Weltmeister Motor Technology）と提携。合弁会社で2018年よりEV向けバッテリー製造に着手[16]
- 2017年12月22日 - BiPolar+ CellがCES 2017イノベーションアワード「Honoree」を受賞[17]
- 2017年11月29日 - ソフトバンクコマース&サービスがセラミックバッテリー「INVOL Ceramic Battery Flip」を発売。バッテリー容量は1500mAh[18][19]